# Hibiscus asperifolius
Hibiscus asperifolius är en malvaväxtart som beskrevs av François Gagnepain. Hibiscus asperifolius ingår i Hibiskussläktet som ingår i familjen malvaväxter. Inga underarter finns listade i Catalogue of Life.